# جينيفيف
جينيفيف (بالفرنسية: Genevieve)‏ هي ممثلة فرنسية، ولدت في 17 أبريل 1920 في باريس في فرنسا، وتوفيت في 14 مارس 2004 بسبب مرض.

## وصلات خارجية
- جينيفيف على موقع IMDb (الإنجليزية)
- جينيفيف على موقع ميوزك برينز (الإنجليزية)
- جينيفيف على موقع إن إن دي بي (الإنجليزية)
- جينيفيف على موقع ديسكوغز (الإنجليزية)
- جينيفيف على موقع قاعدة بيانات الفيلم (الإنجليزية)